# Route départementale 34 (Yvelines)
Pour les articles homonymes, voir Route départementale 34.
La route départementale 34 ou D34, est une petite route du département français des Yvelines dont l'essentiel du tracé est d'intérêt local.
Commençant sur la commune de Neauphle-le-Vieux à l'intersection avec la route départementale 42 (Neauphle-le-Vieux - Septeuil), elle se termine au carrefour avec la nationale 10 aux Essarts-le-Roi.